# Art carolingi

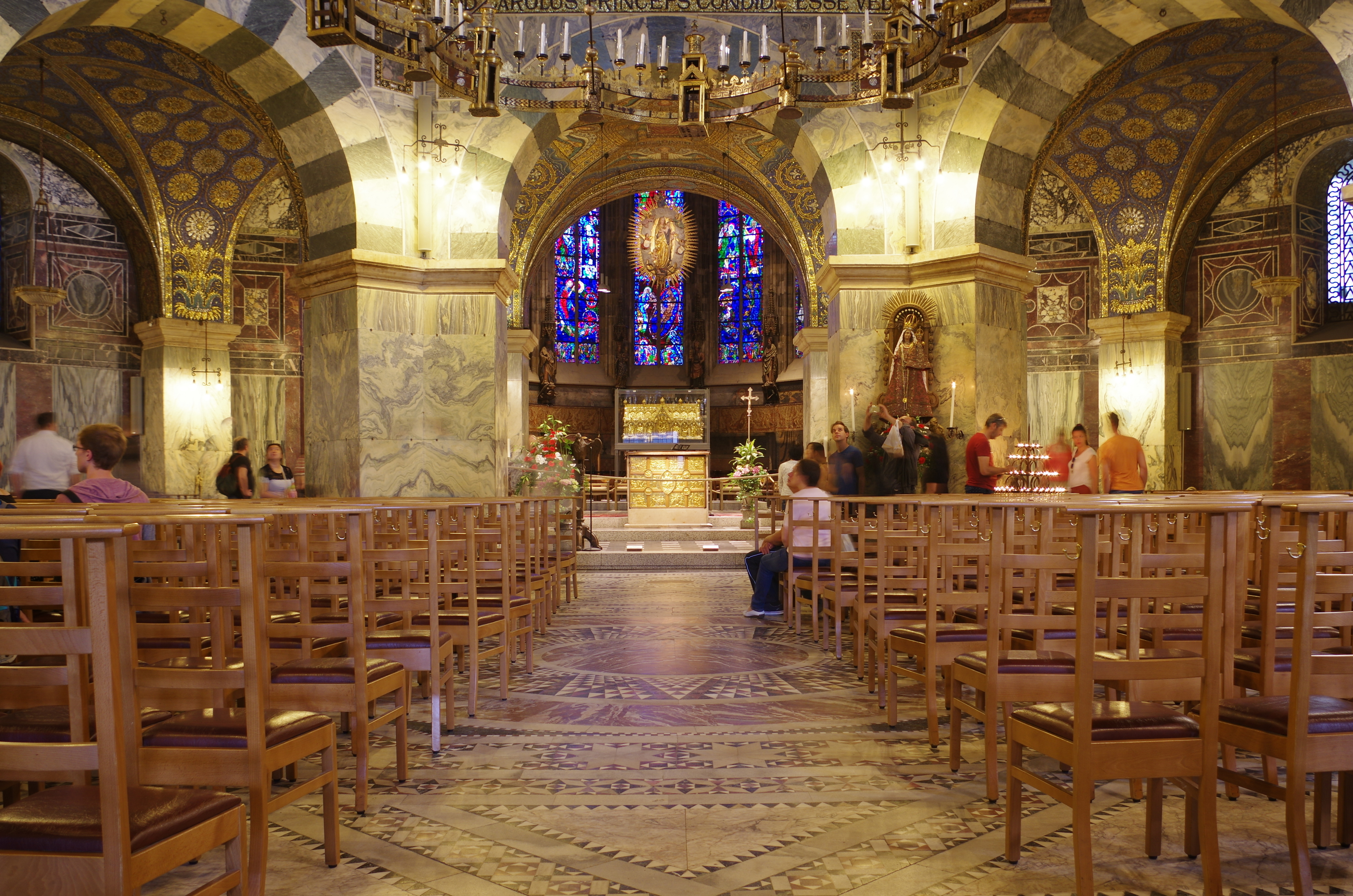
Interior de la capella Palatina, a Aquisgrà

L'art carolingi és el denominatiu per a la florida artística que, promogut per Carlemany i la seua cort, va donar nova vida a l'art d'Europa occidental que havia arribat a un punt d'extrem esgotament.

## Arquitectura
Els coneixements sobre l'arquitectura carolíngia, de la qual es conserven escassos monuments, es basen en proves documentals, com gravats i dibuixos, i sobretot en dades procedents d'excavacions que han permès reconstruir la planta d'alguns edificis. Les construccions més importants de l'època carolíngia són de tipus basilical, com la basílica de Saint Denis, de tres naus, que va ser reedificada amb caràcters gòtics en el segle xii. També és important destacar les construccions de planta central amb voltes d'origen oriental, com la capella Palatina d'Aquisgrà, començada en el 798 i consagrada en el 805, inspirada en l'església de Sant Vital de Ravenna.
També de planta central n'és la de Germigny-des-Prés.
La gran aportació carolíngia és la construcció de monestirs benedictins, com el plànol del monestir de Sankt Gallen (Saint Galen), que es coneix per un dibuix. Són importants les abadies de Corvey i de Fulda, així com el pòrtic de Lorsch.

## Pintura
De la pintura, tant de temes sacres com profans, queden pocs fragments, però d'extraordinari valor, a Saint-Germain d'Auxerre (Yonne) i en la cripta de Sant Màxim de Trèveris, així com les pintures de Sant Joan de Müstair.
L'únic mosaic va ser manat construir en l'absis d'un oratori de Germigny-des-Prés.

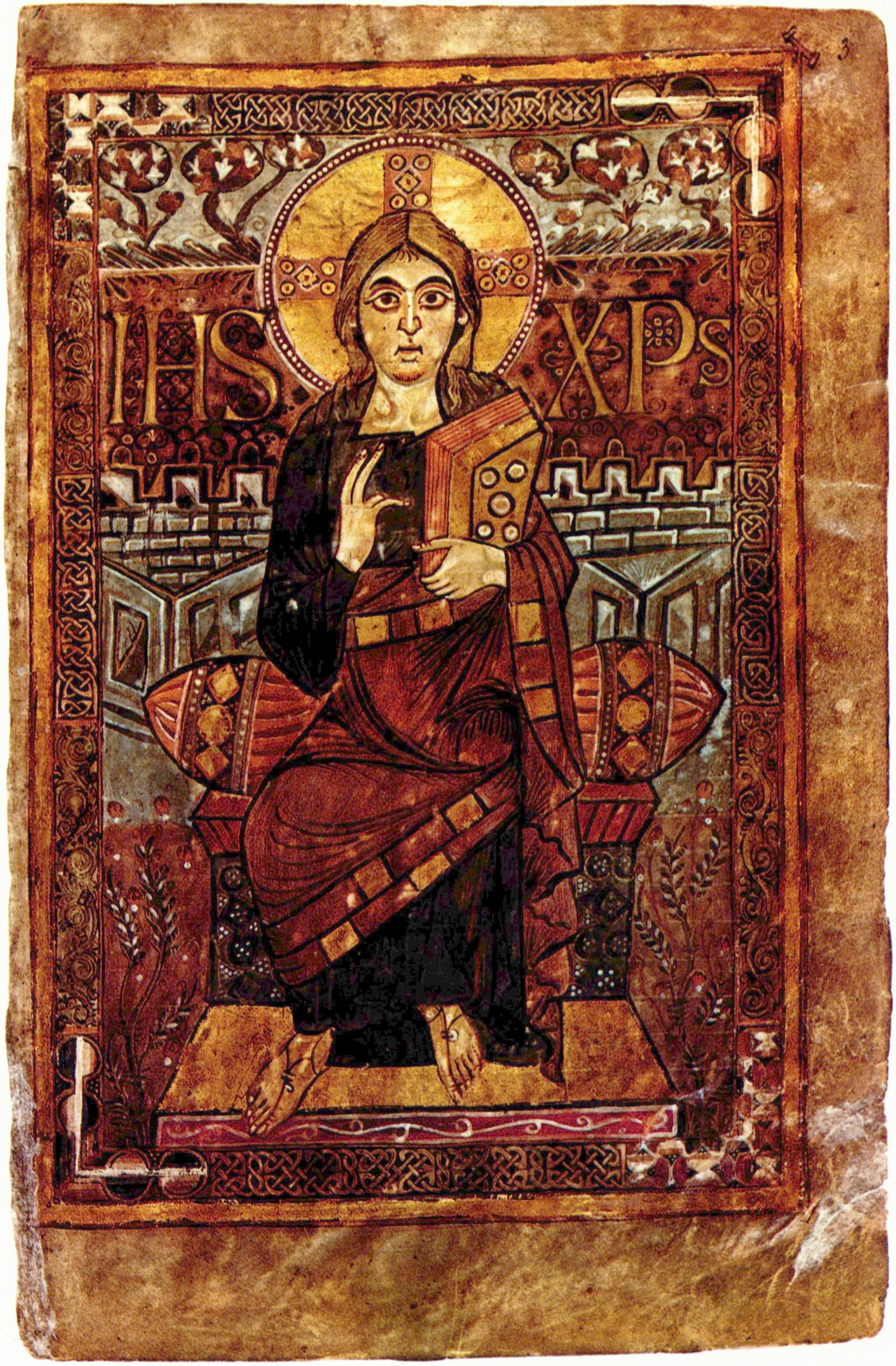
Evangeliari de Godescalc, h. 781-783
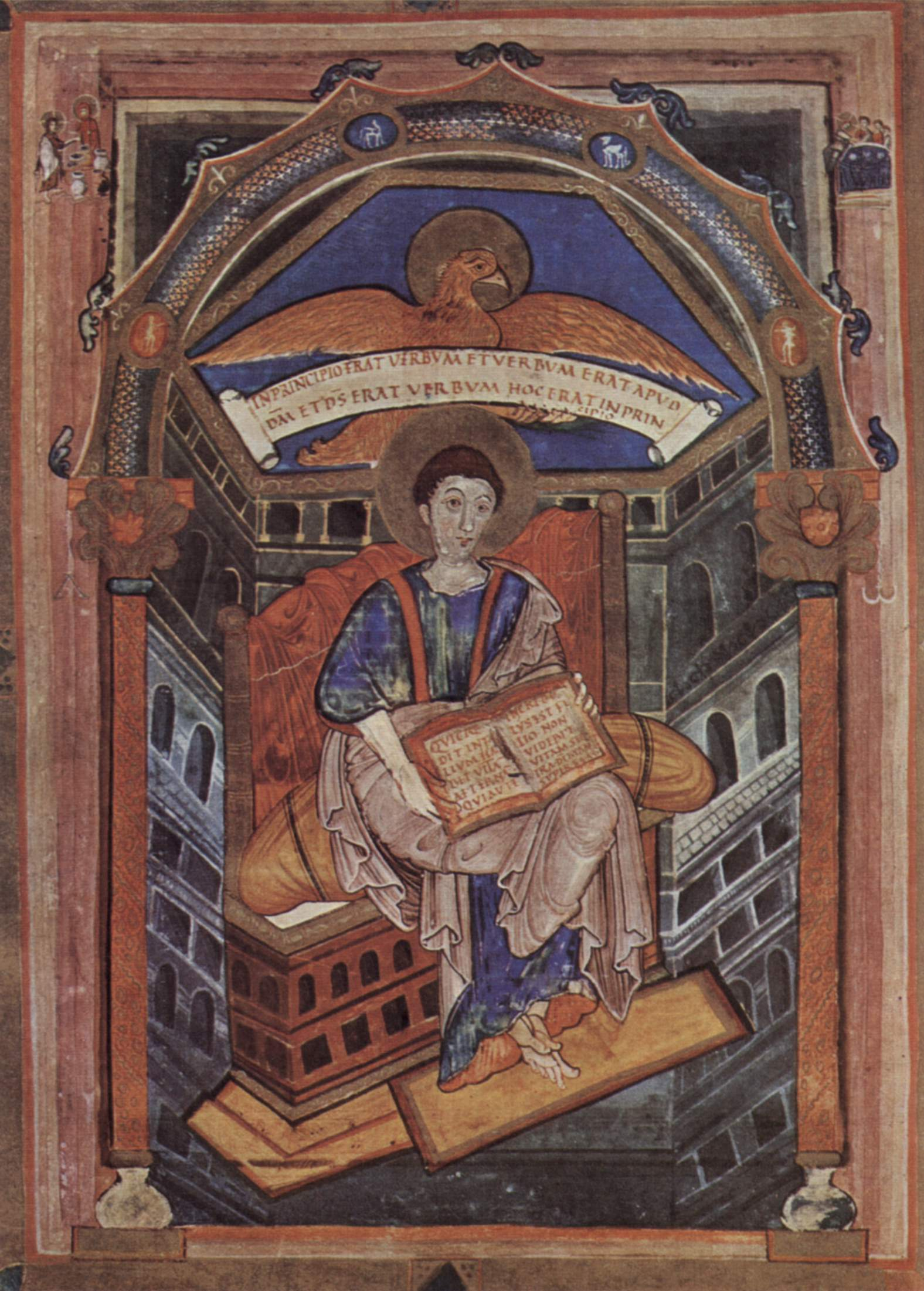
Evangeliari de Sant Medard de Soissons, principis del segle ix
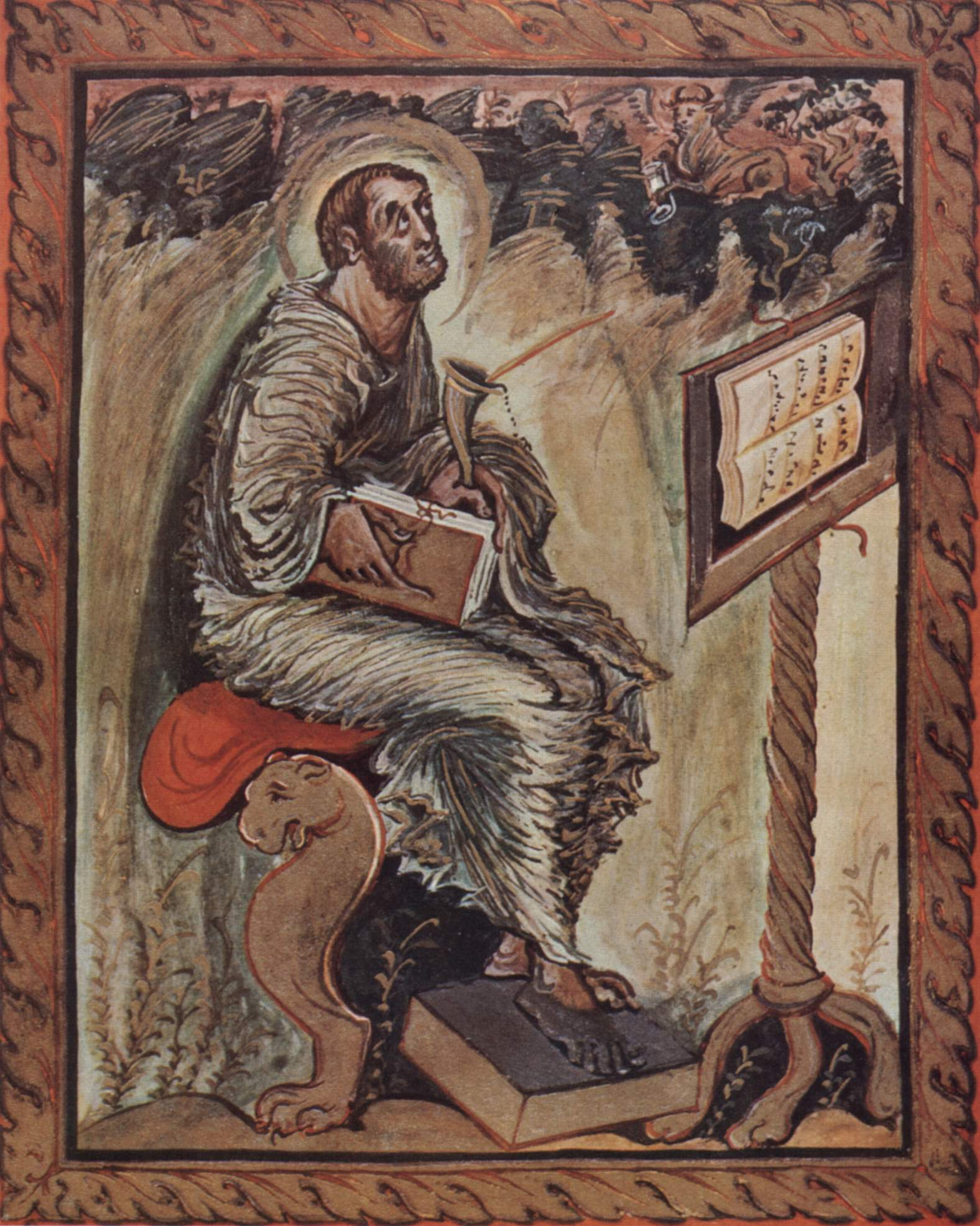
Evangeliari d'Ebo, h. 823
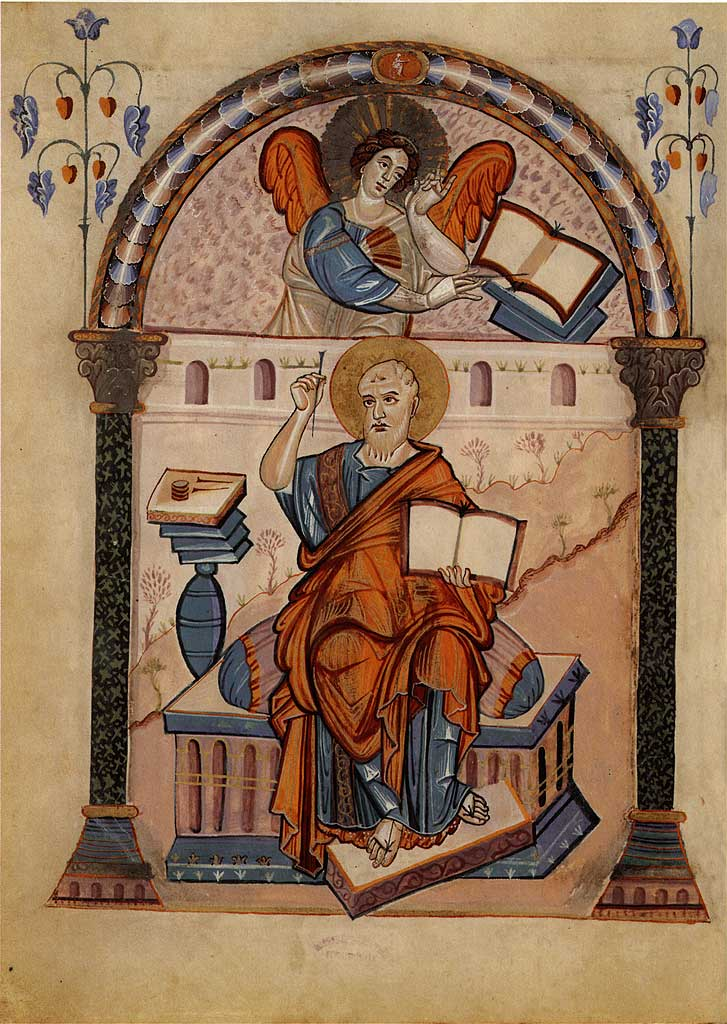
Codex Aureus de Lorsch

La miniatura carolíngia està representada per diversitat d'escoles:
- Escola palatina. Creada en la cort, exemplificada en l'Evangeliari de la Coronació (Viena), que segons la tradició va ser trobat per Otó III als peus del cadàver de Carlemany, quan se'n va obrir el sepulcre; i Evangeliari de Sant Medard de Soissons (Biblioteca Nacional de França).
- Escola d'Ada. Relacionada amb l'anterior, empra abundantment l'or i la plata. En destaca l'Evangeliari de Godescalco (Godesscalc o Godescalc), que es conserva en la Bibl. Nal. de França.
- Escola de Tours. Gira a l'entorn de la figura d'Alcuí, parent de Carlemany. Se'n sent influència irlandesa. La seua obra més important és la primera de les Bíblies de Carles el Calb (Bibl. Nal. de França).
- Escola de Reims. Marca l'evolució cap al romànic. Va produir el Salteri d'Utrecht (Bibl. Universitària d'Utrecht) i l'Evangeliari d'Ebo (Bibl. d'Épernay).
- Altres escoles. Relacionades amb l'escola de Reims n'hi ha les de Saint Denis, Metz i Fulda, lligades a les obres otonianes del segle x.

## Escultura
L'escultura queda limitada a una funció decorativa discreta, en capitells clàssics on la pedra pren protagonisme en lloc del marbre.
Queden diverses menudes talles en ivori: les de l'escola d'Ada, nom d'una germana de Carlemany, les del grup de Liutard (Museu Britànic) i les de l'escola de Metz.
En el Museu del Louvre pot veure's una menuda estàtua eqüestre en bronze de Carlemany.
Entre les arts aplicades, destaca l'orfebreria, amb esmalts d'influència romana d'Orient. Entre les peces que es conserven de l'època, cap esmentar:
- Imatge reliquiari de Santa Foy (catedral de Concas)
- Altar d'or de Sant Ambrosi de Milà, h. 850
- Calze de Tasil (Kremsmünter)
- Tapa de l'Evangeliari de Lindau (Morgan Library)
- La corona de ferro dels longobards (tresor de la catedral de Monza)